# Josef Porges z Portheimu
Josef Porges, šlechtic z Portheimu (německy Joseph Porges, Edler von Portheim, 6. ledna 1817 Praha – 3. září 1904 tamtéž) byl česko-rakouský továrník z pražské židovské rodiny Porgesů z Portheimu, hudebník, filantrop a mecenáš umění.

## Život

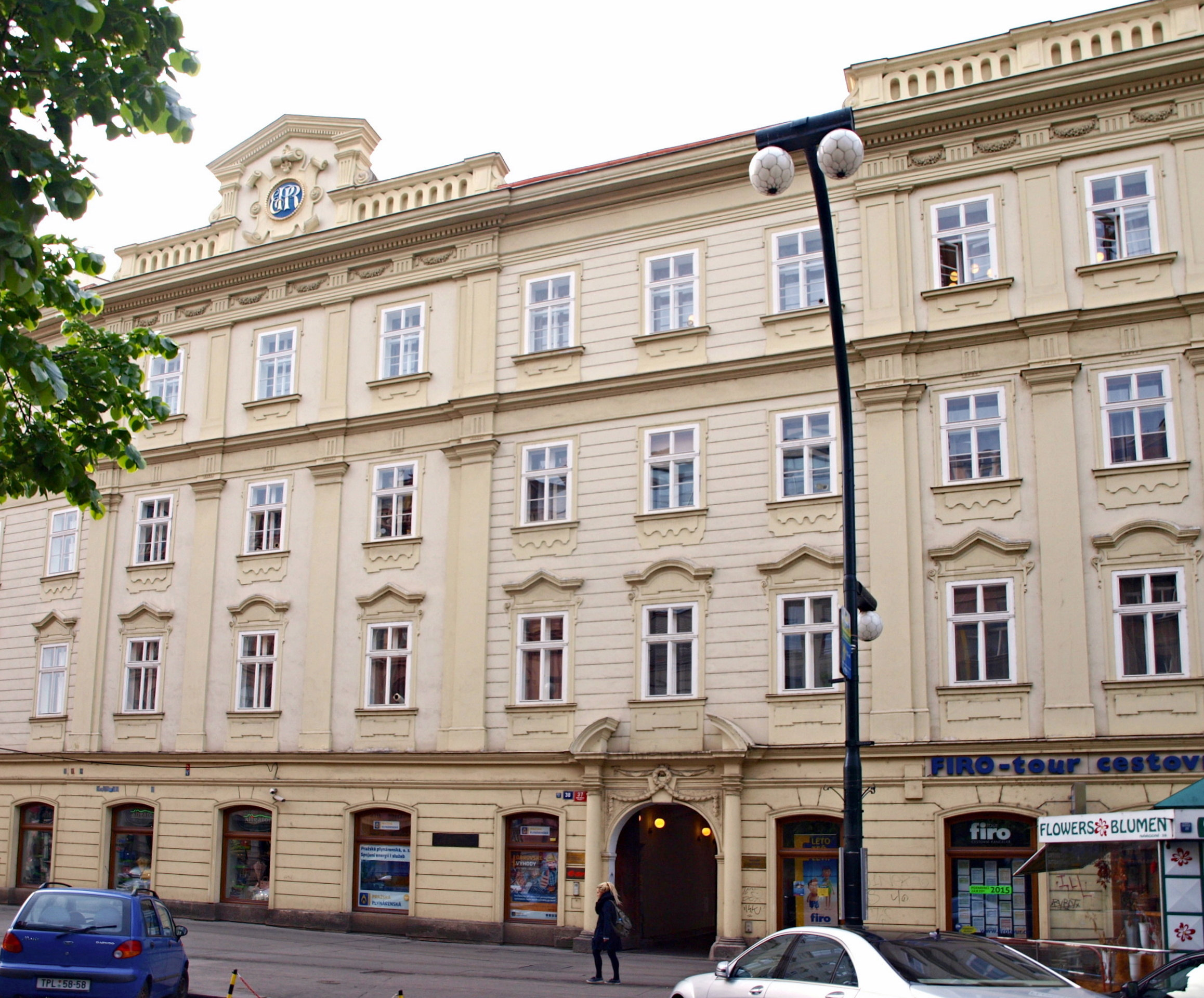
Palác Porgesů z Portheimu (dříve Desfourský) v Praze na Novém Městě

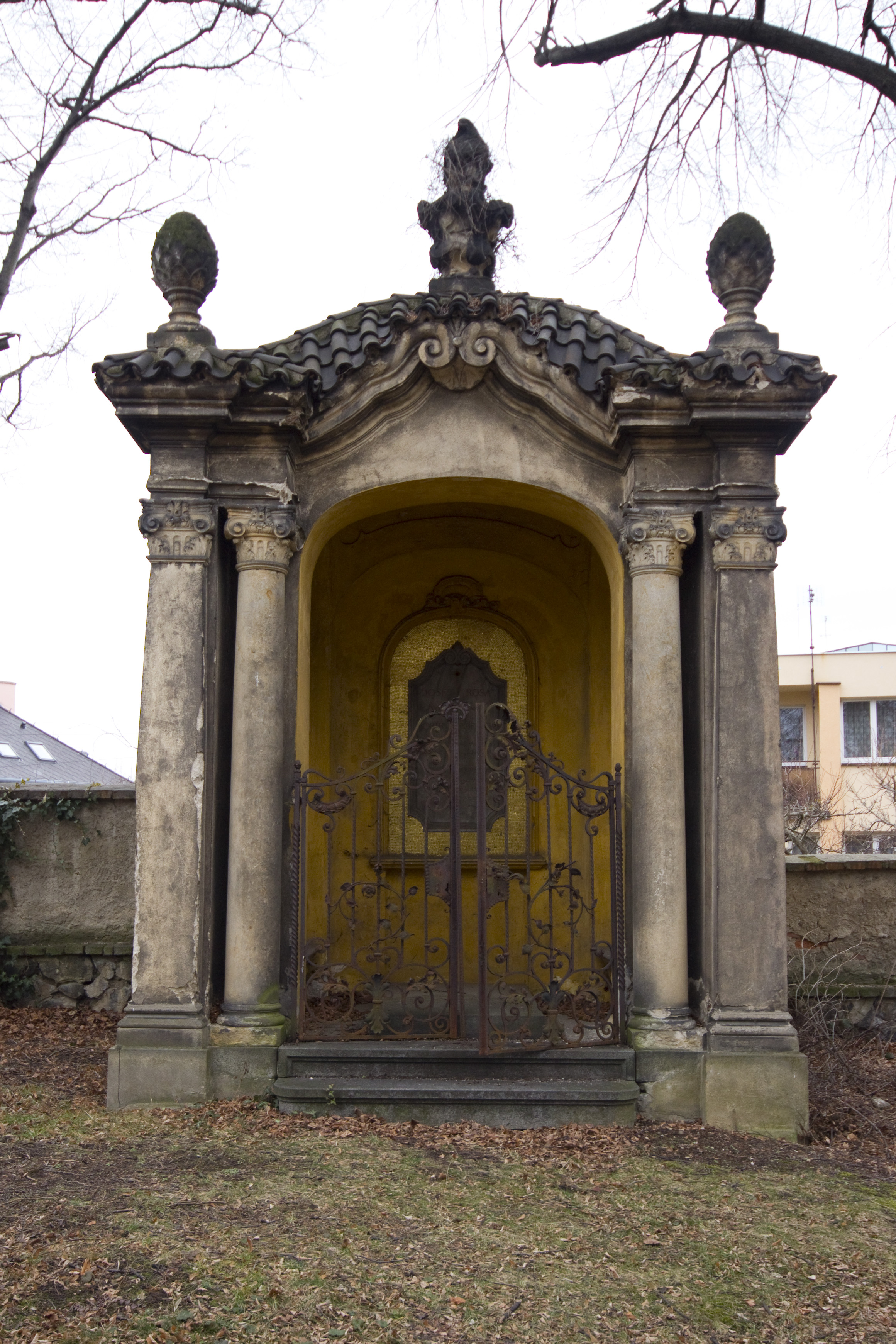
Hrobka Josefa a Rosy Porgesových na Novém židovském hřbitově na Smíchově

Narodil se v Praze jako syn Mosese Porges z Portheimu. 
Po dokončení studií na gymnáziu nastoupil do otcových továren na bavlnu, kde až do roku 1873 zastával různé funkce. Poté byl podnik přeměněn na akciovou společnost a Josef se na několik let stal prezidentem představenstva. 
Ve svém volném čase se věnoval literatuře a hudbě a byl známý jako violoncellový virtuos. Porges založil Prager Kammermusikverein, zajímal se také o činnost Německého divadla v Praze. Kromě toho podporoval Josefstädter Kinderbewahranstalt, založený jeho otcem.
V roce 1848 se oženil s Rosou Goldschmidtovou (1821–1904). Z manželství vzešly dva dcery. Starší Henrietta (1851–1925) zůstala svobodná, mladší Augusta (1854–1930) se provdala za svého strýce Artura Porgese (1843–1923).
Jeho manželka zakoupila na Novém Městě pražském bývalý Desfourský palác, který dnes nese jméno palác Porgesů z Portheimu. Porgesové objekt vlastnili až do doby nacistické okupace.